# Pizzo Intermesoli
Il Pizzo Intermesoli (2 635 m s.l.m.)) è una montagna del massiccio del Gran Sasso d'Italia, terza cima più alta del massiccio dopo Corno Grande e Corno Piccolo, posta nel territorio della frazione di Intermesoli, all'interno del comune di Pietracamela.
Ha due cime principali: la vetta Settentrionale (2 483 m s.l.m.) e la vetta Meridionale (2 635 m s.l.m.), e Picco Pio XI (2 282 m s.l.m.), che insieme racchiudono l'ampio circo glaciale della Conca del Sambuco.

## Descrizione

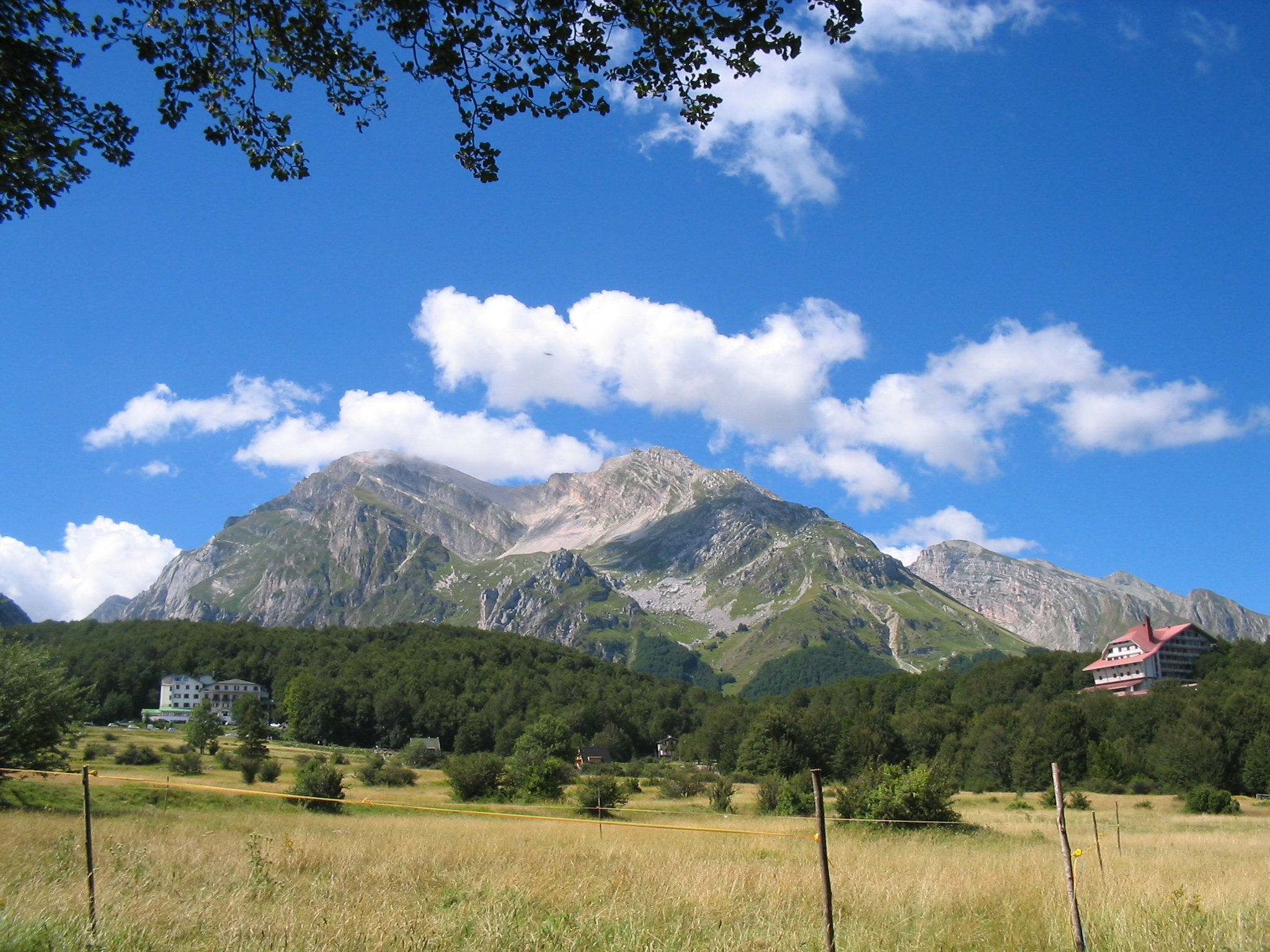
Il Pizzo d'Intermesoli dai Prati di Tivo

Alle sue pendici si aprono profonde valli di origine glaciale come la Val Maone che scende verso Pietracamela ad est (che lo separa dal Corno Piccolo) a est e la Valle del Venacquaro ad ovest che scende verso Prato Selva (che lo separa dal Monte Corvo). 
Dalla vetta Settentrionale una cresta scende per una cinquantina di metri per poi risalire fino alla più alta vetta Meridionale. 
Quest'ultima si affaccia direttamente su Campo Pericoli, a nord-ovest guarda verso Monte Corvo mentre a sud-est della montagna è presente l'accoppiata Corno Piccolo-Corno Grande e più in basso la zona di Prati di Tivo-Pietracamela. Imponente è la parete est di roccia che precipita verso la sottostante Val Maone, mentre alla base sud-orientale sono posti i Prati di Intermesoli.